# Ares & The Tribe
Ares & The Tribe (dawniej Tribe of Izrael) – polski zespół grający muzykę reggae oraz dub z elementami tradycyjnej muzyki greckiej.

## Historia
Zespół założył znany z organizowania cyklicznych imprez reggae na poznańskiej Malcie Ares Chadzinikolau (syn pochodzącego z Grecji pisarza, Nikosa Chadzinikolau). Początkowo zainicjował on jedynie muzyczne spotkania grupy przyjaciół w przestronnej piwnicy swojego domu. Pierwsze archiwalne nagrania z tych spotkań pochodzą z roku 1997. Dobrze dziś znaną piosenkę „Red Crazy Summer” pierwszy raz puścił w poznańskim radiu S lider formacji Basstion,  Przemysław Frankowski. Wkrótce po radiowym debiucie grupa przyjęła nazwę The Tribe of Izrael, nawiązującą do filozofii rasta. W roku 2002 muzycy wydali debiutancki album Great Awakening (nagrany, jak wspomina Ares, w garażu obitym wykładzinami) i rozpoczęli pierwszą trasę koncertową, podczas której występowali w charakterystycznych barwnych strojach trojańskich. Przebojem zarejestrowanym przez TV była piosenka pt. „Łodzie umierają”, która zdobyła wyróżnienie na III Festiwalu Piosenki Zjednoczonej Europy w Zielonej Górze w 2003 roku. Niedługo później grupa zawiesiła działalność na czas wyjazdu Aresa do Grecji oraz USA. Po powrocie założył on Ariston Roots Reggae Studio, w którym (już pod szyldem Ares & The Tribe) zespół nagrał najpierw maxisingla Jah Bless, a następnie płyty Great Return (2007) oraz Jah Jah Children (2009). W międzyczasie skład ulegał wielokrotnym zmianom (dołączyli m.in. muzycy występujący niegdyś w pierwszej poznańskiej formacji reggae Gedeon Jerubbaal). 16 lutego 2009 wystąpił na koncercie poświęconym Czesławowi Niemenowi - był to pierwszy w Polsce koncert reggae zagrany w filharmonii. W tym samym roku zespół zwyciężył w eliminacjach do Przystanku Woodstock i zagrał na otwarcie XV edycji tego festiwalu.
Obecnie muzycy pracują nad materiałem na kolejną płytę, zapowiadaną na rok 2011.

## Skład

### Obecni członkowie
- Ares „Jah Ares” Chadzinikolau (wokal, klawisze, duby)
- Łukasz „Zachary” Szczepaniak (gitara)
- Tomir „TomiRas” Szczerbal (perkusja)
- Robert „Malina” Malinowski (trąbka)
- Maksymilian Milczarek (puzon)
- Tomek Senger (bębny)
- Daniel Kondys (bass)
- Ania Maruszko (chórki)
- Lucy White (chórki)

### Byli członkowie
- Michał „Bucek” Buchwald (perkusja)
- Piotr „Kozik” Kuźniar (gitara basowa)
- Marcin „Mathias” Paluszak (gitara, gitara basowa, chórki)
- Iza Effenberg (perkusja, chórki)
- Łukasz „Josh” Matuszewski (saksofon)
- Dominik Szeszo (saksofon)
- Sławomir „Framol” Framski (trąbka)
- Wojtek Kubiak (gitara)
- Marcin Rausz (perkusja)
- Jarek „Krow" Kubisiak (bass)
- Remigiusz „RemiMan” Skorwider (gitara basowa)
- Andrzej „Stupido” Mantyk (akordeon)
- Magda Stolarska (chórki)
- Natalia Maliszewska (chórki)
- Zbyszek „KenJah” Kendzia (gitara basowa)
- Sebastian Ławicki (gitara)
- Michał Klim (saksofon)
- Natalia Rura (chórki)
- Ilona Rybarska (chórki)
- Bartłomiej „Zgolus” Stuczyński-Zgoła (gitara basowa)
- Mateusz Holc (gitara basowa)
- Jakub Klepczyński (puzon)
- Maciej „Słoniu” Słoniewski (saksofon)
- Piotr Kuciel (gitara, chórki)
- Krystyna Jarysz (chórki)
- Maria Roth (chórki)
- Tamara Chadzinikolau (chórki)
- Kasia Holc (chórki)
- Artur Gronowski (bass)

## Dyskografia

### Albumy studyjne
- Great Awakening (CD, 2002, Ariston Records)
- Great Return (CD, 2007, Ariston Records)
- Jah Jah Children (CD, 2009, Zima Records)
- Humanity & Soul (2 CD, 2012, Ariston Records)

### Single
- Jah Bless (2006)
- Haiti (2010)